# Młodzieżowe Indywidualne Mistrzostwa Szwecji na Żużlu 2005
Młodzieżowe Indywidualne Mistrzostwa Szwecji na Żużlu 2005 – cykl turniejów żużlowych, mających wyłonić najlepszych szwedzkich żużlowców w kategorii do 21 lat, w sezonie 2005. Tytuł wywalczył Jonas Davidsson. 

## Finał
- Vetlanda, 7 lipca 2005

| Msc. | Zawodnik               | Klub        | Pkt |             |  |
| ---- | ---------------------- | ----------- | --- | ----------- |  |
| 1    | Jonas Davidsson        | Rospiggarna | 15  | (3,3,3,3,3) |  |
| 2    | Antonio Lindbäck       | Masarna     | 14  | (3,3,3,2,3) |  |
| 3    | Fredrik Lindgren       | Masarna     | 13  | (3,3,3,1,3) |  |
| 4    | Eric Andersson         | Smederna    | 12  | (2,2,3,3,2) |  |
| 5    | Andreas Messing        | Getingarna  | 11  | (2,1,2,3,3) |  |
| 6    | Robert Pettersson      | Bajen       | 9   | (2,2,1,2,2) |  |
| 7    | Sebastian Aldén        | Masarna     | 9   | (1,2,2,2,2) |  |
| 8    | Sebastian Bengtsson    | Kaparna     | 8   | (2,0,2,3,1) |  |
| 9    | Ricky Kling            | LuxoStars   | 8   | (3,1,1,1,2) |  |
| 10   | Christian Isometta     | Eldarna     | 4   | (1,3,0,0,0) |  |
| 11   | Viktor Bergström       | Vargarna    | 4   | (0,2,0,1,1) |  |
| 12   | Thomas Jonasson        | Jonasson    | 4   | (0,1,2,0,1) |  |
| 13   | Billy Forsberg         | Getingarna  | 4   | (1,0,1,2,0) |  |
| 14   | Tobias Messing         | Getingarna  | 4   | (1,w,1,1,1) |  |
| 15   | Joakim Brolin          | TeamBikab   | 1   | (0,1,0,0,0) |  |
| 16   | Kim Almqvist           | Lejonen     | 0   | (0,0,0,0,0) |  |
|      | rez. Hampus Gustavsson | Griparna    | ns  |             |  |
|      | rez. Johan Engman      | Vastervik   | ns  |             |  |